# Trichomma cornula
Trichomma cornula är en stekelart som beskrevs av Wang 1985. Trichomma cornula ingår i släktet Trichomma och familjen brokparasitsteklar. Inga underarter finns listade i Catalogue of Life.